# Хойнатка
Хойнатка (пол. Chojnatka) — село в Польщі, у гміні Ковеси Скерневицького повіту Лодзинського воєводства.
Населення — 79 осіб (2011).
У 1975-1998 роках село належало до Скерневицького воєводства.

## Демографія
Демографічна структура станом на 31 березня 2011 року:
|          | Загалом | Допрацездатний вік | Працездатний вік | Постпрацездатний вік |
| -------- | ------- | ------------------ | ---------------- | -------------------- |
| Чоловіки | 42      | 5                  | 32               | 5                    |
| Жінки    | 37      | 7                  | 22               | 8                    |
| Разом    | 79      | 12                 | 54               | 13                   |